# Joseph Lister
Joseph Lister (n. 5 aprilie 1827, Greater London, Anglia, Regatul Unit al Marii Britanii și Irlandei – d. 10 februarie 1912, Walmer, Anglia, Regatul Unit al Marii Britanii și Irlandei) a fost chirurg englez. Este creatorul asepsiei, folosind pentru prima dată fenolul (1865) ca antiseptic la dezinfecția rănilor și la curățarea instrumentelor chirurgicale.

## Biografie
S-a născut la Upton, Essex. Tatăl său a fost celebrul fizician, optician și inovator în domeniul microscoapelor, Joseph Jackson Lister.
La școlile din orașul natal învață engleza și germana, care vor fi limbile de bază ale studiilor sale medicale de mai târziu.
Intră la Universitatea din Londra la secția Arte mai întâi, ca la 25 de ani să-și ia doctoratul în medicină.
În 1854, Lister devine asistentul, dar și prietenul celebrului chirurg James Syme la Universitatea din Edinburgh, Scoția. Se căsătorește cu fiica acestuia, Agnes, care îi va fi un ajutor neprețuit în laboratoarele de cercetare medicală.

## Activitate
În acea perioadă infecțiile erau explicate ca fiind efectul prezenței în aer a unor substanțe chimice, "miasme", care acționează asupra țesuturilor. Noțiunile de igienă elementară ca spălatul mâinilor sau a rănilor erau considerate inutile. Operele lui Ignaz Semmelweis și Oliver Wendell Holmes, referitoare la asepsie, erau ignorate.
Studiind scrierile lui Pasteur, Lister își dă seama că fermentarea și putrezirea pot avea loc și în absența oxigenului și aceasta în prezența anumitor microorganisme. Tratând instrumentele chirurgicale și rănile cu fenol, Lister ajunge la performanța (1869) de a reduce mortalitatea operatorie de la 50 la 15 la sută.